# Renato Moicano
Renato Moicano, właśc. Renato Alves Carneiro (ur. 21 maja 1989 w Brasílii) – brazylijski zawodnik mieszanych sztuk walki (MMA) wagi lekkiej. Od grudnia 2014 roku walczy pod szyldem największej organizacji MMA na świecie - UFC. 

## Życiorys
Urodzony w Brazylii Carneiro zaczął trenować judo w wieku ośmiu lat. Uczęszczał na uniwersytet, aby zostać prawnikiem, ale porzucił go po dwóch latach, aby rozpocząć karierę w mieszanych sztukach walki.
W wywiadzie Moicano stwierdził, że jego pseudonim „Moicano” oznacza po portugalsku irokeza i że przydomek ten nadano mu, gdy miał irokeza podczas treningu brazylijskiego jiu-jitsu.

## Życie prywatne
Wraz z żoną mają syna (ur. 2020). Moicano zaczął nazywać siebie „Money” w listopadzie 2022 roku, po swoim przemówieniu po UFC 281.
Zwrócił na siebie uwagę swoim jawnym poparciem dla austriackiej ekonomii. Jego okrzyki UFC pod adresem Ludwiga von Misesa stały się znane w internecie. Powiedział, że podatki od jego zwycięstw w UFC doprowadziły do jego studiów ekonomicznych i aktywizmu. Jego poparcie dla Bitcoina zostało podkreślone przez stronę Fox Business w 2024 r., gdzie Moicano określił kryptowalutę jako zabezpieczenie przed niestabilnością finansową.

## Osiągnięcia

### Mieszane sztuki walki
- Jungle Fight
  - 2014: Tymczasowy mistrz Jungle Fight w wadze piórkowej
- Ultimate Fighting Championship
  - Czwarte miejsce pod względem liczby wygranych przez duszenie zza pleców w historii UFC (6)[12]
- ESPN
  - 2022: Najlepszy moment roku na gali UFC 281[13]

## Lista zawodowych walk w MMA
| Wynik     | Bilans | Przeciwnik (bilans przed walką) | Rozstrzygnięcie                | Runda | Czas | Rozgrywki                                  | Data       | Miejsce        | Uwagi                                                           |
| --------- | ------ | ------------------------------- | ------------------------------ | ----- | ---- | ------------------------------------------ | ---------- | -------------- | --------------------------------------------------------------- |
| Przegrana | 20-7-1 | Beneil Dariush (22-6-1)         | Decyzja (jednogłośna)          | 3     | 5:00 | UFC 317                                    | 28.06.2025 | Las Vegas      |                                                                 |
| Przegrana | 20-6-1 | Isłam Machaczew (26-1)          | Poddanie (duszenie D'arce)     | 1     | 4:05 | UFC 311                                    | 18.01.2025 | Inglewood      | Pojedynek o pas mistrzowski UFC w wadze lekkiej. Main Event.    |
| Wygrana   | 20-5-1 | Benoît Saint Denis (12-3. 1 NC) | TKO (przerwanie przez lekarza) | 2     | 5:00 | UFC Fight Night: Moicano vs. Saint Denis   | 28.09.2024 | Paryż          | Main Event.                                                     |
| Wygrana   | 19-5-1 | Jalin Turner (14-7)             | TKO (łokcie i ciosy pięściami) | 2     | 4:11 | UFC 300                                    | 13.04.2024 | Las Vegas      |                                                                 |
| Wygrana   | 18-5-1 | Drew Dober (27-12)              | Decyzja (jednogłośna)          | 3     | 5:00 | UFC Fight Night: Dolidze vs. Imavov        | 03.02.2024 | Las Vegas      |                                                                 |
| Wygrana   | 17-5-1 | Brad Riddell (10-3)             | Poddanie (duszenie zza pleców) | 1     | 3:20 | UFC 281                                    | 13.11.2022 | Nowy Jork      |                                                                 |
| Przegrana | 16-5-1 | Rafael dos Anjos (30-13)        | Decyzja (jednogłośna)          | 3     | 5:00 | UFC 272                                    | 05.03.2022 | Las Vegas      | Limit umowny -72.5 kg.                                          |
| Wygrana   | 16-4-1 | Alexander Hernandez (13-4)      | Poddanie (duszenie zza pleców) | 2     | 1:23 | UFC 271                                    | 12.02.2022 | Houston        |                                                                 |
| Wygrana   | 15-4-1 | Jai Herbert (10-2)              | Poddanie (duszenie zza pleców) | 2     | 4:36 | UFC Fight Night: Gane vs. Volkov           | 26.06.2021 | Las Vegas      |                                                                 |
| Przegrana | 14-4-1 | Rafael Fiziev (8-1)             | KO (ciosy pięściami)           | 1     | 4:05 | UFC 256                                    | 12.12.2020 | Las Vegas      |                                                                 |
| Wygrana   | 14-3-1 | Damir Hadžović (13-5)           | Poddanie (duszenie zza pleców) | 1     | 0:44 | UFC on ESPN+ 28: Lee vs. Oliveira          | 14.03.2020 | Brasília       | Debiut w wadze lekkiej.                                         |
| Przegrana | 13-3-1 | Jung Chan-sung (14-5)           | TKO (ciosy pięściami)          | 1     | 0:58 | UFC Fight Night: Moicano vs. Korean Zombie | 22.06.2019 | Greenville     | Main Event.                                                     |
| Przegrana | 13-2-1 | José Aldo (27-4)                | TKO (ciosy pięściami)          | 2     | 0:44 | UFC on ESPN+ 2: Assunção vs. Moraes 2      | 02.02.2019 | Fortaleza      |                                                                 |
| Wygrana   | 13-1-1 | Cub Swanson (25-9)              | Poddanie (duszenie zza pleców) | 1     | 4:15 | UFC 227                                    | 04.08.2018 | Los Angeles    | Bonus za występ wieczoru.                                       |
| Wygrana   | 12-1-1 | Calvin Kattar (18-2)            | Decyzja (jednogłośna)          | 3     | 5:00 | UFC 223                                    | 07.04.2018 | Brooklyn       |                                                                 |
| Przegrana | 11-1-1 | Brian Ortega (11-0)             | Poddanie (duszenie gilotynowe) | 3     | 2:59 | UFC 214                                    | 29.07.2017 | Anaheim        | Bonus za walkę wieczoru.                                        |
| Wygrana   | 11-0-1 | Jeremy Stephens (25-13)         | Decyzja (niejednogłośna)       | 3     | 5:00 | UFC on Fox: Johnson vs. Reis               | 15.04.2017 | Kansas City    |                                                                 |
| Wygrana   | 10-0-1 | Zubaira Tukhugov (18-3)         | Decyzja (niejednogłośna)       | 3     | 5:00 | UFC 198                                    | 14.05.2016 | Kurytyba       |                                                                 |
| Wygrana   | 9-0-1  | Tom Niinimäki (21-7-1)          | Poddanie (duszenie zza pleców) | 2     | 3:30 | UFC Fight Night: Machida vs. Dollaway      | 20.12.2014 | Barueri        | Debiut w UFC.                                                   |
| Wygrana   | 8-0-1  | Ismael Bonfim (6-2)             | Poddanie (duszenie zza pleców) | 1     | 2:59 | Jungle Fight 71                            | 19.07.2014 | São Paulo      | Zdobył tymczasowy pas mistrzowski Jungle Fight wadze piórkowej. |
| Wygrana   | 7-0-1  | Nilson Pereira (11-6)           | Decyzja (jednogłośna)          | 3     | 5:00 | Jungle Fight 55                            | 20.07.2013 | Rio de Janeiro |                                                                 |
| Wygrana   | 6-0-1  | Mauro Chaulet (11-4)            | Poddanie (duszenie zza pleców) | 2     | 2:53 | Jungle Fight 50                            | 06.05.2013 | Novo Hamburgo  |                                                                 |
| Remis     | 5-0-1  | Felipe Froes (7-2)              | Remis (większościowy)          | 3     | 5:00 | Shooto Brazil 36                           | 23.11.2012 | Brasília       |                                                                 |
| Wygrana   | 5-0    | Iliarde Santos (21-4-1)         | Decyzja (jednogłośna)          | 3     | 5:00 | Jungle Fight 29                            | 25.06.2011 | Serra          |                                                                 |
| Wygrana   | 4-0    | João Luis Nogueira (12-3)       | Decyzja (jednogłośna)          | 3     | 5:00 | Jungle Fight 25                            | 19.02.2011 | Vila Velha     |                                                                 |
| Wygrana   | 3-0    | Eduardo Felipe (14-7)           | Poddanie (duszenie zza pleców) | 2     | 2:49 | Jungle Fight 24                            | 18.12.2010 | Rio de Janeiro |                                                                 |
| Wygrana   | 2-0    | João Paulo Rodrigues (30-8)     | Decyzja (jednogłośna)          | 3     | 5:00 | Jungle Fight 21                            | 31.07.2010 | Natal          |                                                                 |
| Wygrana   | 1-0    | Alexandre de Almeida (4-2)      | Poddanie (duszenie zza pleców) | 3     | 1:56 | Jungle Fight 18                            | 20.05.2010 | São Paulo      | Debiut w wadze piórkowej.                                       |